# 小行星128166
小行星128166（128166 Carora）是一颗绕太阳运转的小行星，为主小行星带小行星。该小行星于2003年8月20日发现。
該小行星以委內瑞拉的城鎮卡羅拉命名。

## 轨道参数
小行星128166的轨道半长轴为468 592 499 km，3.1323028 UA，离心率为0.086。